# 유무 (초왕)
초왕 유무(楚王 劉戊, ? ~ 기원전 154년)는 전한의 황족·제후왕이다. 오왕 유비와 함께 오초칠국의 난을 주도했다.

## 일대기
아버지 이왕이 죽자 후사가 되었다. 할아버지 원왕의 동문인 목생 백생·신공이 초나라에서 중대부를 지내며 원왕에게서 예우를 받아, 특별히 술을 좋아하지 않는 목생에게는 단술을 대접했었다. 그런데 유무는 이를 잊었고, 실망한 목생은 백생과 신공의 만류를 뿌리치고 물러났다.
재위 20년(기원전 155년), 박태후의 상중에 간음하였으므로 봉국 중 동해군과 설군을 깎였고, 이에 오왕 유비와 통모했다. 백생과 신공이 반대하자 서미로 만들어 붉은 옷을 입히고 절구를 찧게 하는 형벌을 내렸다. 작은아버지 휴후 유부가 간하자 유부를 협박해 태부인과 함께 달아나게 했다. 재위 21년(기원전 154년) 마침내 반군을 일으켰고, 반대하는 재상 장상과 태부 조이오를 죽였다. 오나라와 군대를 합해 양나라를 공격했으나, 한의 중앙군을 이끄는 주아부와 싸워 양도가 끊기자 군사들이 굶주려 패배해 자결했다.

## 가계
- 초이왕 유영객 (아버지)
  - 초왕 유무
    -  ?
      - 오손공주 유해우 (손녀)